# Emmenosperma pancherianum
Emmenosperma pancherianum är en brakvedsväxtart som beskrevs av Henri Ernest Baillon. Emmenosperma pancherianum ingår i släktet Emmenosperma och familjen brakvedsväxter. Inga underarter finns listade i Catalogue of Life.